# Barrage d'Ertan
Le barrage d'Ertan (chinois simplifié : 二滩大坝; chinois traditionnel : 滩大坝二; pinyin : Ertan Daba) est un barrage voûte en béton sur le Yalong, un affluent du Yangtze dans la province du Sichuan, en Chine.
La centrale hydroélectrique du barrage possède 6 turbines d’une capacité de 550 MW  soit une capacité totale de 3 300 MW. La production annuelle est de 17 TWh. La construction du barrage a débuté en 1991 et s’est achevé en 1999.